# Década de 1800
Séculos: Século XVIII - Século XIX - Século XX
Décadas: 1770 1780 1790 - 1800 - 1810 1820 1830
Anos: 1800 - 1801 - 1802 - 1803 - 1804 - 1805 - 1806 - 1807 - 1808 - 1809

## Acontecimentos no Brasil
A década foi importante para o processo de Independência do Brasil, podendo-se destacar o ano de 1808, quando, após a invasão de Napoleão Bonaparte a Portugal, a família real portuguesa fugiu para o Brasil, chegando a Salvador (Bahia) em 24 de janeiro, e 4 dias depois foi promulgado por Dom João de Bragança o Decreto de Abertura dos Portos às Nações Amigas, o qual expandiu o comércio brasileiro a todas as nações amigas de Portugal. No dia 7 de março daquele ano a família real chegou ao Rio de Janeiro (cidade). Além desses fatos, no ano de 1808 também pode-se destacar o começo da circulação do primeiro jornal brasileiro, a Gazeta do Rio de Janeiro, e a fundação do Banco do Brasil.

## Acontecimentos na Europa
O evento de maior importância na Europa no início do século XIX foram as Guerras Napoleónicas, que se iniciaram em 1803 e foram até 1815 e tiveram como resultado a derrota de Napoleão e seu exílio.